# 16.ª etapa del Giro de Italia 2025
La 16.ª etapa del Giro de Italia 2025 tuvo lugar el 27 de mayo de 2025 y consistió en una etapa de montaña con inicio en la localidad italiana de Piazzola sul Brenta y final en alto en San Valentino, sobre un recorrido de 203 km. El vencedor fue el italiano Christian Scaroni del equipo XDS Astana Team, mientras que el mexicano Isaac Del Toro del equipo UAE Team Emirates XRG consiguió mantenerse como líder de la carrera.

## Clasificación de la etapa[2]
| Piazzola sul Brenta - San Valentino | etapa de montaña | (203 km) |

| \| Clasificación de la etapa \| Clasificación de la etapa \| Clasificación de la etapa \| Clasificación de la etapa \| Clasificación de la etapa \| \| Ciclista \| Ciclista \| Equipo \| Tiempo \| \| \| ------------------------- \| ------------------------- \| -------------------------- \| ------------------------- \| ------------------------- \| \| 1.º \| Christian Scaroni \| XDS Astana Team \| 5 h 35 min 05 s \| \| \| 2.º \| Lorenzo Fortunato \| XDS Astana Team \| + 0 s \| \| \| 3.º \| Giulio Pellizzari \| Red Bull-Bora-Hansgrohe \| + 55 s \| \| \| 4.º \| Richard Carapaz \| EF Education-EasyPost \| + 1 min 10 s \| \| \| 5.º \| Derek Gee \| Israel-Premier Tech \| + 1 min 23 s \| \| \| 6.º \| Jefferson Cepeda \| Movistar Team \| + 1 min 43 s \| \| \| 7.º \| Michael Storer \| Tudor Pro Cycling Team \| + 1 min 52 s \| \| \| 8.º \| Simon Yates \| Team Visma \\| Lease a Bike \| + 1 min 52 s \| \| \| 9.º \| Gijs Leemreize \| Team Picnic-PostNL \| + 2 min 19 s \| \| \| 10.º \| Yannis Voisard \| Tudor Pro Cycling Team \| + 2 min 31 s \| \| |                   |                            |                 |
| |                   |                            |                 |
| Fuente: ProCyclingStats |                   |                            |                 |
| Clasificación de la etapa |                   |                            |                 |
| Ciclista | Ciclista          | Equipo                     | Tiempo          |
| 1.º | Christian Scaroni | XDS Astana Team            | 5 h 35 min 05 s |
| 2.º | Lorenzo Fortunato | XDS Astana Team            | + 0 s           |
| 3.º | Giulio Pellizzari | Red Bull-Bora-Hansgrohe    | + 55 s          |
| 4.º | Richard Carapaz   | EF Education-EasyPost      | + 1 min 10 s    |
| 5.º | Derek Gee         | Israel-Premier Tech        | + 1 min 23 s    |
| 6.º | Jefferson Cepeda  | Movistar Team              | + 1 min 43 s    |
| 7.º | Michael Storer    | Tudor Pro Cycling Team     | + 1 min 52 s    |
| 8.º | Simon Yates       | Team Visma \| Lease a Bike | + 1 min 52 s    |
| 9.º | Gijs Leemreize    | Team Picnic-PostNL         | + 2 min 19 s    |
| 10.º | Yannis Voisard    | Tudor Pro Cycling Team     | + 2 min 31 s    |

## Clasificaciones al final de la etapa

### Clasificación general(Maglia Rosa)[3]
| \| Clasificación general \| Clasificación general \| Clasificación general \| Clasificación general \| Clasificación general \| \| Ciclista \| Ciclista \| Equipo \| Tiempo \| \| \| --------------------- \| --------------------- \| -------------------------- \| --------------------- \| --------------------- \| \| 1.º \| Isaac Del Toro \| UAE Team Emirates XRG \| 61 h 31 min 56 s \| \| \| 2.º \| Simon Yates \| Team Visma \\| Lease a Bike \| + 26 s \| \| \| 3.º \| Richard Carapaz \| EF Education-EasyPost \| + 31 s \| \| \| 4.º \| Derek Gee \| Israel-Premier Tech \| + 1 min 31 s \| \| \| 5.º \| Damiano Caruso \| Bahrain Victorious \| + 2 min 40 s \| \| \| 6.º \| Egan Bernal \| Ineos Grenadiers \| + 3 min 23 s \| \| \| 7.º \| Michael Storer \| Tudor Pro Cycling Team \| + 3 min 31 s \| \| \| 8.º \| Antonio Tiberi \| Bahrain Victorious \| + 4 min 07 s \| \| \| 9.º \| Giulio Pellizzari \| Red Bull-Bora-Hansgrohe \| + 4 min 36 s \| \| \| 10.º \| Adam Yates \| UAE Team Emirates XRG \| + 5 min 08 s \| \| |                   |                            |                  |
| |                   |                            |                  |
| Fuente: ProCyclingStats |                   |                            |                  |
| Clasificación general |                   |                            |                  |
| Ciclista | Ciclista          | Equipo                     | Tiempo           |
| 1.º | Isaac Del Toro    | UAE Team Emirates XRG      | 61 h 31 min 56 s |
| 2.º | Simon Yates       | Team Visma \| Lease a Bike | + 26 s           |
| 3.º | Richard Carapaz   | EF Education-EasyPost      | + 31 s           |
| 4.º | Derek Gee         | Israel-Premier Tech        | + 1 min 31 s     |
| 5.º | Damiano Caruso    | Bahrain Victorious         | + 2 min 40 s     |
| 6.º | Egan Bernal       | Ineos Grenadiers           | + 3 min 23 s     |
| 7.º | Michael Storer    | Tudor Pro Cycling Team     | + 3 min 31 s     |
| 8.º | Antonio Tiberi    | Bahrain Victorious         | + 4 min 07 s     |
| 9.º | Giulio Pellizzari | Red Bull-Bora-Hansgrohe    | + 4 min 36 s     |
| 10.º | Adam Yates        | UAE Team Emirates XRG      | + 5 min 08 s     |

### Clasificación por puntos(Maglia Ciclamino)[4]
| Clasificación por puntos | Clasificación por puntos | Clasificación por puntos   | Clasificación por puntos | Clasificación por puntos |
| Ciclista                 | Ciclista                 | Equipo                     | Puntos                   |                          |
| ------------------------ | ------------------------ | -------------------------- | ------------------------ | ------------------------ |
| 1.º                      | Mads Pedersen            | Lidl-Trek                  | 240 pts                  |                          |
| 2.º                      | Olav Kooij               | Team Visma \| Lease a Bike | 135 pts                  |                          |
| 3.º                      | Wout van Aert            | Team Visma \| Lease a Bike | 98 pts                   |                          |
| 4.º                      | Casper van Uden          | Team Picnic-PostNL         | 88 pts                   |                          |
| 5.º                      | Isaac Del Toro           | UAE Team Emirates XRG      | 80 pts                   |                          |
| 6.º                      | Orluis Aular             | Movistar Team              | 67 pts                   |                          |
| 7.º                      | Alessandro Tonelli       | Team Polti VisitMalta      | 64 pts                   |                          |
| 8.º                      | Kaden Groves             | Alpecin-Deceuninck         | 63 pts                   |                          |
| 9.º                      | Dries De Bondt           | Decathlon-AG2R La Mondiale | 63 pts                   |                          |
| 10.º                     | Kasper Asgreen           | EF Education-EasyPost      | 60 pts                   |                          |

### Clasificación de la montaña(Maglia Azzurra)[5]
| Clasificación de la montaña | Clasificación de la montaña | Clasificación de la montaña   | Clasificación de la montaña | Clasificación de la montaña |
| Ciclista                    | Ciclista                    | Equipo                        | Puntos                      |                             |
| --------------------------- | --------------------------- | ----------------------------- | --------------------------- | --------------------------- |
| 1.º                         | Lorenzo Fortunato           | XDS Astana Team               | 319 pts                     |                             |
| 2.º                         | Christian Scaroni           | XDS Astana Team               | 125 pts                     |                             |
| 3.º                         | Juan Ayuso                  | UAE Team Emirates XRG         | 54 pts                      |                             |
| 4.º                         | Manuele Tarozzi             | VF Group-Bardiani CSF-Faizanè | 50 pts                      |                             |
| 5.º                         | Pello Bilbao                | Bahrain Victorious            | 38 pts                      |                             |
| 6.º                         | Paul Double                 | Team Jayco AlUla              | 36 pts                      |                             |
| 7.º                         | Sylvain Moniquet            | Cofidis                       | 32 pts                      |                             |
| 8.º                         | Isaac Del Toro              | UAE Team Emirates XRG         | 31 pts                      |                             |
| 9.º                         | Richard Carapaz             | EF Education-EasyPost         | 28 pts                      |                             |
| 10.º                        | Nairo Quintana              | Movistar Team                 | 28 pts                      |                             |

### Clasificación de los jóvenes(Maglia Bianca)[6]
| Clasificación del mejor joven | Clasificación del mejor joven | Clasificación del mejor joven | Clasificación del mejor joven | Clasificación del mejor joven |
| Ciclista                      | Ciclista                      | Equipo                        | Tiempo                        |                               |
| ----------------------------- | ----------------------------- | ----------------------------- | ----------------------------- | ----------------------------- |
| 1.º                           | Isaac Del Toro                | UAE Team Emirates XRG         | 61 h 31 min 56 s              |                               |
| 2.º                           | Antonio Tiberi                | Bahrain Victorious            | + 4 min 07 s                  |                               |
| 3.º                           | Giulio Pellizzari             | Red Bull-Bora-Hansgrohe       | + 4 min 36 s                  |                               |
| 4.º                           | Davide Piganzoli              | Team Polti VisitMalta         | + 7 min 19 s                  |                               |
| 5.º                           | Max Poole                     | Team Picnic-PostNL            | + 7 min 34 s                  |                               |
| 6.º                           | Juan Ayuso                    | UAE Team Emirates XRG         | + 13 min 27 s                 |                               |
| 7.º                           | Embret Svestad-Bårdseng       | Arkéa-B&B Hotels              | + 23 min 09 s                 |                               |
| 8.º                           | Marco Frigo                   | Israel-Premier Tech           | + 41 min 55 s                 |                               |
| 9.º                           | Edoardo Zambanini             | Bahrain Victorious            | + 52 min 01 s                 |                               |
| 10.º                          | Martin Tjøtta                 | Arkéa-B&B Hotels              | + 1 h 03 min 33 s             |                               |

### Clasificación por equipos"Súper team"[7]
| Clasificación por equipos | Clasificación por equipos  | Clasificación por equipos | Clasificación por equipos |
| Equipo                    | Equipo                     | Tiempo                    |                           |
| ------------------------- | -------------------------- | ------------------------- | ------------------------- |
| 1.º                       | UAE Team Emirates XRG      | 184 h 38 min 55 s         |                           |
| 2.º                       | Bahrain-Victorious         | + 29 min 13 s             |                           |
| 3.º                       | XDS Astana Team            | + 33 min 14 s             |                           |
| 4.º                       | Movistar Team              | + 46 min 43 s             |                           |
| 5.º                       | Team Visma \| Lease a Bike | + 1 h 00 min 52 s         |                           |
| 6.º                       | Ineos Grenadiers           | + 1 h 05 min 31 s         |                           |
| 7.º                       | Tudor Pro Cycling Team     | + 1 h 16 min 34 s         |                           |
| 8.º                       | Red Bull-BORA-hansgrohe    | + 1 h 27 min 44 s         |                           |
| 9.º                       | EF Education-EasyPost      | + 1 h 29 min 50 s         |                           |
| 10.º                      | Team Picnic-PostNL         | + 1 h 44 min 32 s         |                           |

## Abandonos
- Paul Magnier (Soudal Quick-Step) no tomó la salida de la etapa.
- Milan Fretin (Cofidis) no tomó la salida de la etapa.
- Primož Roglič (Red Bull-BORA-hansgrohe) abandonó como consecuencia de una caída.[8]
- Alessio Martinelli (VF Group Bardiani-CSF Faizanè) abandonó como consecuencia de una caída.[9]
- Joshua Tarling (INEOS Grenadiers) abandonó durante el transcurso de la etapa.